# L'ombrello di suo fratello/Il tassì
L'ombrello di suo fratello/Il tassì è il primo singolo da solista di Enzo Jannacci, pubblicato dalla Tavola Rotonda il 14 luglio del 1961, che segue quelli incisi insieme a Giorgio Gaber con la denominazione I Due Corsari e pubblicati dalla Dischi Ricordi.
Entrambe le canzoni sono scritte da Jannacci sia per il testo che per la musica, e saranno inserite nel 1968 nell'album antologico Le canzoni di Enzo Jannacci.
In seguito L'ombrello di suo fratello verrà ristampato su 45 giri con un altro retro, Passaggio a livello, nel 1965, mentre Il tassì verrà reincisa da Jannacci per il suo album postumo L'artista.

## Tracce
- L'ombrello di suo fratello
- Il tassì